# Franz Ignaz Michael Neumann
Franz Ignaz Michael Neumann (* 8. Mai 1733 in Würzburg; † 29. September 1785 ebenda) war ein deutscher Ingenieur, Architekt und Baumeister des Barock, Rokoko und Klassizismus. Er war der älteste Sohn des berühmten Barockarchitekten Johann Balthasar Neumann.

## Leben und Werk
Im Gegensatz zu seinem Vater wuchs Franz Ignaz Michael Neumann in einem wohlgeordneten und sozial gehobenen Elternhause auf. Er trat als einziges der acht Kinder seines Vaters in dessen Fußstapfen und begann die Laufbahn eines Baumeisters und Architekten, beim Militär die eines Ingenieurmajors. Nach einer Ausbildung bei seinem Vater ging er nach Frankreich an die Akademien von Paris und Rouen, um dort Architektur zu studieren. Obgleich er französische Stilelemente in seine Werke einfließen ließ, folgte er in Gestaltung und Ausführung weitgehend dem Stil seines Vaters. Um 1754 kehrte er nach Würzburg zurück. 1755 hatte er für kurze Zeit die Bauaufsicht an der Klosterkirche der Abtei Neresheim. Später wurde er Hofarchitekt bei Adam Friedrich von Seinsheim, Fürstbischof zu Würzburg (1755–1779), und war maßgeblich an Gestaltung und Bau der fürstbischöflichen Würzburger Residenz beteiligt, ebenso an den Entwürfen der Parkgestaltung (1760–1785).

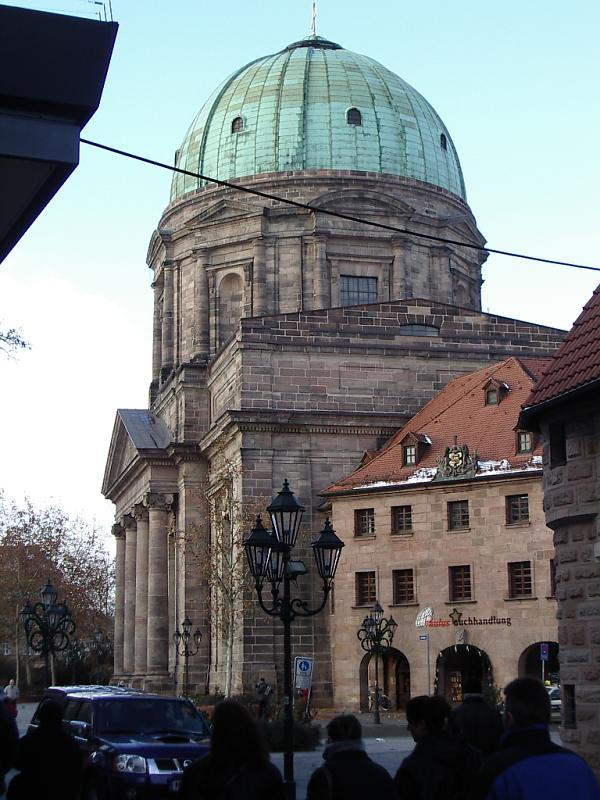
St.-Elisabeth-Kirche, Nürnberg, Südfassade

Zwischenzeitlich (1767–1773) entwarf, konstruierte und baute er in der Eigenschaft als Ingenieur den heute noch intakten, Alter Kranen genannten Mainkran zu Würzburg, einen steinernen Tretradkran, der eines der markanten Wahrzeichen Würzburgs darstellt, und dessen Bau durch den Würzburger Fürstbischof Adam Friedrich von Seinsheim zur Förderung des Güterverkehrs selbst veranlasst und genehmigt wurde.
Franz Ignaz Michael Neumann wirkte auch außerhalb Würzburgs. In Mainz restaurierte er den Mainzer Dom, dessen Westturmhelm (Vierungsturm) er gegen massiven Widerstand in Stein statt in Holz und Schiefer ausführen ließ (Brandschutzmaßnahme; Neumanns Werk widerstand mehreren Bränden (1793, 1942 und 1945)), sowie die Abschlüsse seiner Flankentürme nebst den Dächern am Westchor (1769–1774). Wie an den Jahreszahlen ersichtlich ist, beaufsichtigte er mehrere Bauobjekte zur gleichen Zeit.
In den Jahren 1772 bis 1778 weilte Franz Ignaz Michael Neumann unter anderem in Speyer. Dort baute er das Langhaus des Speyerer Domes wieder auf und gestaltete den Westteil neu. Weitere Aktivitäten führten ihn nach Nürnberg an die Kirche St. Elisabeth, für deren Neubau er 1783 die Fassadenpläne entwarf, deren Errichtung selbst er aber nicht mehr erlebte. Eine seiner letzten Arbeiten war 1783 die Planung und der Entwurf des Konventbaus der Benediktinerabtei Kloster Amorbach im Odenwald (1786 Fertigstellung).